# Groupe Réunica
Réunica est un groupe paritaire de protection sociale à but non lucratif. Ses activités s’articulent autour des métiers de la prévoyance, de la mutuelle santé, de l’épargne, de la retraite complémentaire et de l’action sociale, notamment sur la prévention santé et sur les problématiques liées au vieillissement auprès des retraités, salariés et entreprises. Réunica est désigné dans le cadre d’un accord de branche pour gérer la retraite complémentaire et la prévoyance du travail temporaire.

## Historique

### Une construction progressive au rythme des évolutions sociales en France
Les institutions de retraite complémentaire et de prévoyance santé ont vu le jour en suivant les évolutions de la société française et de ses réformes sociales. Certaines de ces institutions sont les fondements du Groupe Réunica.
La retraite par répartition, toujours en vigueur, est apparue en 1947 et avec elle, les institutions cadres (AGIRC) sont créées : CRICA, CIRCA et CRICIC. En 1953, le patronat et les syndicats sont paritairement cogestionnaires de la Sécurité sociale. Les institutions non cadres (ARRCO) sont mises en place : ANEP, IREPS, IRNIS. Un premier pas dans la collaboration entre les institutions de retraite et le travail temporaire est effectué en 1968 quand Manpower et BIS font appel à l’IREPS pour leurs salariés. Les garanties de prévoyance en travail temporaire lui seront également confiées en 1983.
En 1973, la retraite complémentaire et l’assurance vieillesse sont rendues obligatoires. En deux ans, les institutions de retraite se multiplient et en quatre ans, la retraite complémentaire pour tous (cadres et non cadres) est en place.

### Le temps des concentrations
En 1991, Michel Rocard, alors Premier Ministre, initie le premier « Livre Blanc sur les retraites » faisant un diagnostic du système de retraites et analysant les perspectives d’évolutions. Avec ce Livre Blanc, Michel Rocard initie la concentration des institutions de retraite et de prévoyance.
Dès 1992, ces institutions se structurent pour former les groupes de protection sociale. C’est alors qu'ANEP, CRICA, CRICA Prévoyance et IRNIS se concentrent, donnant naissance à Retraites Unies. 
De son côté, l’Association de Prévoyance Bayard (CIRCACIC, GIRS, IREPS, IREPS Prévoyance), créée en 1981, devient Bayard Retraite Prévoyance en 1999.
En 2002, Retraites Unies (hors CRICA Prévoyance) devient Réunica et CRICA Prévoyance devient Réunica Prévoyance. La Fondation Réunica Prévoyance est également créée à la même époque.
Le phénomène de concentration initié en 1992 se poursuit puisqu’en 2006, Réunica et Bayard Retraite Prévoyance se rapprochent et créent un nouveau groupe de protection sociale. Au sein de ce nouvel ensemble, les institutions de retraite ANEP et IRNIS fusionnent pour devenir ANEP. C’est à cette période (2005) que le GIE (Groupement d’intérêt économique) Informatique Systalians est créé pour répondre aux besoins des systèmes d’information de la protection sociale.
En 2008, le groupe de protection sociale Réunica-Bayard prend le nom de Réunica. Au sein du groupe Réunica, les institutions de retraite cadres (AGIRC), CRICA et CIRCACIC ne forment plus qu’une seule institution : Réuni Retraite Cadres. L’ANEP et l’IREPS fusionnent également pour devenir Réuni Retraite Salariés.
C’est en 2010 que le groupe Arpege et Réunica se rapprochent. Réunica est ainsi composé de deux institutions de retraite complémentaire (Réuni Retraite Cadres et Réuni Retraite Salariés), deux institutions de prévoyance (Réunica Prévoyance et Arpege Prévoyance) et de deux mutuelles interprofessionnelles (Réunica Mutuelle et Muta Santé), en sus de son GIE Informatique Systalians et de la Fondation Réunica Prévoyance .
Début 2012, le Groupe Ag2r-La Mondiale confie l’exploitation de son système d’information Retraite complémentaire à Systalians, le GIE Informatique du Groupe Réunica. Systalians assure désormais l’exploitation informatique de près de 25 % de la retraite complémentaire en France servant plus de 500 000 entreprises, 6 millions de salariés et près de 4 millions de retraités.
Pour poursuivre sa croissance externe, Réunica a initié un nouveau projet de rapprochement ; dans cette perspective, le groupe a lancé une consultation en juin 2012, auprès de 3 groupes de protection sociale (Ag2r-La Mondiale, Apicil, Malakoff-Médéric). L’Association Sommitale de Réunica réunie en conseil le 15 mars 2013, a retenu AG2R LA MONDIALE. Quatre critères principaux ont motivé cette décision : les ressources humaines, les systèmes d’information, le développement de l’assurance de personnes et la solidité financière.

### Réunica devient AG2R LA MONDIALE
2014 :
Adoption à l’unanimité par les Assemblées générales d’AG2R LA MONDIALE et RÉUNICA du principe de rapprochement
Adoption à l’unanimité par l’Assemblée générale de VIASANTÉ du principe de rapprochement avec AG2R LA MONDIALE
Fusion de 8 mutuelles du groupe AG2R LA MONDIALE au sein de VIASANTÉ
- Primamut, Force Sud, MLB Mutuelle, Mutuelle Nationale des Métiers, Mutisica, Mutuelle de Bergerac, Stora, Toulouse Mutualité

1er janvier 2015 : naissance du nouvel ensemble
- Mise en place de l’Association sommitale AG2R LA MONDIALE - RÉUNICA
- Création d’un nouveau GIE regroupant les moyens des GIE AG2R, RÉUNICA et SYSTALIANS
- Organisation managériale unique

7 janvier 2015 : Le Conseil d’Administration de la nouvelle Association Sommitale AG2R LA MONDIALE REUNICA s’est réuni et a procédé à la désignation de sa Présidence Paritaire et de sa Direction Générale.
À compter du 1er janvier 2015, M. Jean-Claude Barboul (collège salariés - CFDT) devient Président de l’Association Sommitale. M. Jacques Rigolot (collège employeur - MEDEF) accède à la Vice-Présidence.
La nouvelle Association Sommitale ainsi constituée a ensuite procédé à la nomination de M. André Renaudin en qualité de Directeur Général. À ses côtés, M. Jean-Marc Robinet assurera les fonctions de Directeur Général-Adjoint.  
Le nouveau groupe compte désormais 11 000 collaborateurs répartis sur l’ensemble du territoire (285 sites) et occupe, des positions de premier plan en retraite et en assurance de la personne :
- Retraite complémentaire : une collecte de 16,4 Mds €.
- Assurance de personnes (hors groupes bancaires) :une collecte de 10,1 Mds €

Le groupe assure également 84 branches professionnelles.

## Fondation Réunica Prévoyance
En 2002, Réunica crée la Fondation Réunica Prévoyance, sous l’égide de la Fondation de France. L’objectif de la Fondation Réunica Prévoyance est d’apporter du mieux-être aux personnes handicapées ou touchées par la maladie grâce à l’art et à la culture. Elle soutient des projets dans le domaine de la danse, la musique, le théâtre ou la peinture.
Plusieurs opérations ont ainsi été menées telle que l’exposition « Sur les pas des héros » au Palais de Tokyo , des petits-déjeuners conférence avec les hôpitaux. La Fondation soutient différentes associations telles que « Les Ailes du Petit Prince ». Elle a également mis en place les « Sorties Culturelles » qui offrent la possibilité aux collaborateurs du Groupe Réunica et à des personnes touchées par le handicap ou la maladie de bénéficier, un après-midi par mois, d’une sortie culturelle (musée, exposition, monument). La Fondation a récemment contracté un partenariat avec l’Institut du Monde Arabe.

## Stratégie

### Développement du groupe
Le contexte économique est devenu incertain et les règles de solvabilité se renforcent : le mouvement de concentration des institutions de protection sociale s’accélère. Réunica souhaite augmenter sa taille pour créer des synergies autour des métiers de la protection sociale. Les rapprochements de Réunica se sont initiés en 2004 avec Bayard Retraite Prévoyance. En 2010, c’est avec Arpege que Réunica concluait son rapprochement. Après deux partenariats réussis, le projet de rapprochement avec Pro BTP reste sans suite. Le 13 juin 2012, le Groupe Réunica a adressé un dossier de consultation à 3 groupes de protection sociale présélectionnés : AG2R La Mondiale, Apicil et Malakoff-Médéric. L’Association Sommitale de Réunica réunie en conseil le 15 mars 2013, a retenu AG2R LA MONDIALE pour construire un nouveau groupe. En 2014,  les Assemblées générales d’AG2R LA MONDIALE, RÉUNICA et VIASANTÉ adoptent à l'unanimité le principe de rapprochement.  Naissance du nouvel ensemble le 1er janvier 2015.

### Responsabilité sociale, sociétale et environnementale
Réunica a mis en place un audit sur le respect des principes ISR (Investissements Socialement Responsables) mené par Vigeo, un cabinet indépendant. Il analyse le portefeuille du placement et présente les résultats régulièrement aux commissions financières du Groupe.
Réunica a instauré une charte « diversité » en faveur de l’employabilité des personnes handicapées : celles-ci représentent 6 % des équipes Réunica. Les salariés peuvent aussi bénéficier de formations via « Campus Réunica » pour accompagner le changement et la mise en place des nouveaux outils. Depuis 2007, ils sont impliqués dans l’évolution du Groupe grâce à la mise en place de « journées créatives » où chacun peut faire part de ses idées pour améliorer les procédures, les produits ou le quotidien professionnel. Une plateforme collaborative baptisée « Eureka ! J’ai une idée » permet de collecter les idées des salariés dont les meilleures sont récompensées par un « Trophée Eureka » .
Concernant l’environnement, Réunica a mis en place certaines actions responsables telles qu’une politique d’achats durables ou la construction d’un bâtiment Réunica labellisé Très Haute Performance Énergétique. Le Groupe a par ailleurs réalisé un audit pour l’optimisation de la consommation énergétique du parc informatique géré par le GIE Systalians. Cet audit a abouti à la mise en place d’un logiciel spécifique pour réduire la consommation globale des postes de travail, passant d’une consommation de 786 kWh/an/poste à 200 kWh/an/poste. Réunica s’est également associé aux autres organismes de protection sociale du réseau Net-entreprises pour une opération de reboisement à Marseille en 2011.

### Label, certifications, distinctions
L’ensemble des activités de gestion de l’assurance de personnes et des centres de contact de Groupe RÉUNICA sont certifiés ISO 9001.
Réunica est le premier groupe de protection sociale à obtenir la certification professionnelle de sa Direction de l’audit interne délivrée par l’Institut Français de l’Audit et du Contrôle Internes IFACI .
Réunica Prévoyance Pro a obtenu les Labels d’Excellence 2012 et 2013 des Dossiers de l’Epargne. 
Le GIE informatique du Groupe, Systalians est, de son côté, certifié ISO 9001, ISO 27001 et ISO 20000 depuis fin 2009. Ces trois certifications ont été renouvelées mi-2012 par l’AFNOR.